# Federica Sosio
Federica Sosio, née le 4 juillet 1994, est une skieuse italienne polyvalente.

## Biographie
Elle fait partie d'une famille de skieurs, dont sa sœur cadette Virginia, qui est aussi active en compétition. Au niveau national, elle est remarquée en 2011 en remportant le titre de championne d'Italie junior du slalom.
Elle fait ses débuts en Coupe d'Europe en décembre 2011, puis en Coupe du monde en février 2015 à Maribor quelques jours son premier podium en Coupe d'Europe à Davos (2e du super G). Elle devient championne du monde junior de super G ce même hiver.
En janvier 2016, elle chute au slalom de Santa Caterina et se fait une élongation du genou ce qui nécessite une intervention chirurgicale et met fin à sa saison. En janvier 2017, elle récolte ses premiers points en Coupe du monde avec une bonne dixième place au combiné de Crans Montana.
En janvier 2019, elle chute à la descente de Garmisch-Partenkirchen et se fracture le tibia.

## Palmarès

### Coupe du monde
- Meilleur classement général : 94e en 2017.
- Meilleur résultat : 10e.

#### Différents classements en Coupe du monde
| Année/Classement | Année/Classement | Général | Général | Combiné | Combiné |
| ---------------- | ---------------- | ------- | ------- | ------- | ------- |
| Année/Classement | Année/Classement | Class   | Points  | Class   | Points  |
| 2017             | 2017             | 94e     | 26      | 24e     | 26      |
| 2018             | 2018             | 119e    | 7       | 37e     | 7       |

### Coupe d’Europe
- 3 podiums.

### Championnats du monde junior
- Hafjell 2015 :
  -  Médaille d'or au super G.

### Festival olympique de la jeunesse européenne
- Liberec 2011 :
  -  Médaille de bronze au slalom géant parallèle par équipes.